# Lúcia Aeberhardt
Lúcia Amélia Aeberhardt (nascida em 12 de junho de 1967) também conhecida como Lúcia Aeberhardt é uma escritora suíço-brasileira, arte terapeuta certificada ASCA, palestrante, ativista cultural e social, embaixadora da paz e fundadora da ONG Madalena's Suíça-Brasil. Nos últimos 22 anos, destaca-se pelo projeto denominado Madalena‘s que na Suíça, tem como objetivo apoiar diretamente as mulheres vítimas de todas as formas de preconceitos, violência doméstica, feminicídio, homofobia, racismo, assédio, exploração sexual e tráfico de pessoas. Lúcia Aeberhardt, utiliza a literatura e diversas expressões das artes como armas em seu combate ao redor do mundo. Ela tem prêmios nacionais e internacionais por suas obras literárias e seus trabalhos sociais. Seu currículo inclui 9 livros publicados em português/francês/alemão/inglês, e podem ser acessados em E-book, audiobook, vídeos.

## Vida Pessoal e Educação
Lúcia nasceu em São Paulo na década de 1960, mas foi criada nos estados do Espírito Santo (Vitória) e Pernambuco, São Bento do Una. No Brasil, ela concluiu o ensino médio e obteve um diploma técnico em contabilidade. Estudou teatro com Dr. Eleno Lopes e Dr. Ivaldo Sampaio. Aos 20 anos, mudou-se para Zurique, na Suíça, para trabalhar como artista. Em território suíço, continuou a sua formação acadêmica, obteve vários diplomas e tem uma pós em Comunicação.

## Carreira
Ela é vice-presidente fundadora da Academia de Letras e Artes Luso-Suíça (ALALS) e fundadora da ONG Madalena‘s Suíça-Brasil. Com uma carreira sólida , ela é uma referência importante no mundo europeu há anos.
Em 2001, lançou seu primeiro CD intitulado The Miracle, gravado em inglês, francês e português, onde conta a história de sua vida e traz canções de sua autoria. Convidado a participar de programas de televisão na França (Ze Mag Debat), Suíça (SF2), além de entrevistas em jornais e revistas na Alemanha, Suíça e França, poliglota, e com pós graduação em comunicação é fácil para ela a comunicação em vários idiomas.
Entre 2002 e 2004, foi convidada a participar da Evangelização de Rua no Montreux Jazz Festival ao lado do grupo Mission Roman Vie. Ela se tornou a primeira brasileira a apresentar o lado gospel de Brasil na Europa. O seu segundo CD, gravado em alemão, saiu em 2004, com o nome de Lúcia Amélia's Zeugnis, o trabalho acabou por se tornar um sucesso em vários locais da Suíça e Alemanha, levando Lúcia a participar no programa Fenster zum Sonntag no canal suíço SF2 entre outros.
Além da música, em 2004, ela produziu o filme Die Verwandlung (METAMORPHOSIS) e lançou outro filme, em 2005, em francês e espanhol chamado Pas seulement du pain/No solo de pan vive el hombre. Suíça, sonho ou pesadelo foi lançado em 2006 em alemão, português e francês, mostrando uma realidade sombria dentro da Suíça sobre o tráfico de pessoas. Em 2007, a produtora suíça Theomedia & Mimavision convidou, para filmar Lúcia, un autre destin.
A história sobre a vida de Lúcia Aeberhardt gravada em CD foi traduzida para 8 idiomas: alemão, francês, espanhol, português, italiano, russo, inglês e tailandês, lançada em diversos países. Virou filme e pode ser lido através do livro "MINHA HISTÓRIA".
Participou como convidada do Melhor do Brasil nos EUA 2021, para entrega do prêmio. Suas palestras foram realizadas na UNO (Genebra), Rotary Club de Boca Roton - Flórida, Consulado Geral do Brasil em Zurique e Genebra.

## Recepção crítica
Em reconhecimento ao maravilhoso trabalho, o Jornal Perfil, na Suíça e na Alemanha, concedeu-lhe o Troféu Imprensa 2009. Também foi conferido o Título de Cidadã Camaragibense pela Prefeitura de Camaragibe, o Poder Municipal, no uso de suas atribuições legais. Em 2010, a Câmara Municipal de Niterói homenageia e reconhece o trabalho de prevenção realizado nas escolas públicas, concedendo a Lúcia Aeberhardt a Medalha Doutor José Clemente Pereira. No mesmo ano, recebe também o título de Membro Correspondente Internacional da Academia Camaragibense de Letras. Seu currículo é composto de Apresentação Literária na Feira do Livro em Genebra- Suíça, Feira do Livro em Frankfurt - Alemanha, Feira do Livro em Turim - Itália, Feira do Livro em Lisboa-Portugal. 2012 Focus Brasil Londres Literatura brasileira no exterior, Troféu Magníficos Sem Fronteiras 2016. Prêmio Berimbau de Ouro 2018. Lúcia Aeberhardt, é mais que uma lição de vida, é uma personalidade, uma lenda ativa (como descreveu a Revista Ciga-Brasil -2010).